# 吉沢検校
吉沢 検校（よしざわ けんぎょう、寛政12年（1800年） - 明治5年（1872年）、生年は一説には文化5年（1808年））は、幕末に活躍した盲人音楽家（地歌三味線、箏曲、胡弓、平家琵琶演奏家、作曲家）。初世と二世がおり、ふつう吉沢検校というと二世を指し、初世の長男。

## 生涯
1800年（寛政12年、一説には1808年（文化5年））に現愛知県愛西市で生まれる。九歳で失明し、父である初世吉沢検校、藤田検校に地歌、箏曲、胡弓を、荻野検校に平曲（平家琵琶）を学ぶ。1837年（天保8年）に検校となる。名古屋伊勢町一丁目に居住、都名（いちな・当道座に属する視覚障害者）が名乗る名前は審一（しんのいち）。また国学者氷室長翁に師事して国学、和歌にも造詣深く、自ら作詞した自作曲もある。11歳で地歌「屋島」に箏の手を付けるなど幼少より楽才秀で、1852年（嘉永5年）には藩の命で尾張の盲人支配頭となり、五人扶持を賜り、尾張徳川家の諸行事での演奏、例えば先祖供養の際の平曲演奏や、雛の節句での胡弓の演奏などを勤めたのをはじめ、松坂屋（現松坂屋百貨店）の当主の婚礼祝いの曲を作ったりと、名古屋の名士音楽家として活躍した。夫人の実家も裕福で経済的にも恵まれており、当道座の高位役職に進んだこともある。いっぽう彼の才能に対して同僚音楽家たちの妬みを買うことも多く、名古屋を避けて京都で暮らすこともしばしばあった。こうして京阪の音楽家たちとも交流が深く、とくに京都の光崎検校からは作曲上で大きな影響を受け、また大阪の厳得からは胡弓曲「鶴の巣籠」を伝授されている。数回名古屋と京都を行き来して作曲活動を行ない、1872年（明治5年）に京都で没したが、生涯多くの門弟を育て、今日でも名古屋を中心にその流れは伝承されている。

## 音楽上の業績

### 復古的箏曲様式の確立
江戸時代の音楽は中期以降、三味線がリードしてきたが、幕末にはその技巧が発展の極に達してしまい、またそこに複雑に箏が絡み合う「替手」式合奏が発達、楽曲形式としての「手事もの」も完成し、行き着く所まで来たという感があり、それを超える新たな作曲表現が模索されるようになった。このような試みは幕末の音楽作品に色々なかたちで垣間見えるが、中でも、元禄の生田検校以来、三味線に対し従属的な立場にあった箏に再注目することによって、作曲に新たな方向性を見いだしたのが京都の光崎検校であり、「五段砧」「秋風の曲」など箏のみの曲をも残している。吉沢検校もその影響を受け、古い時代の箏曲である「組歌」や、さらには雅楽家羽塚秋楽に雅楽を学んで研究し、楽箏の調弦にヒントを得た新調弦を考案、「古今組」「新古今組」をはじめとして箏本位の曲を多く作曲した。これらは箏曲本来の気品と雅楽的な古雅さを備え、一方で音楽的にはより自由な展開をさせ、近代的ともいえる印象的描写性もみられ、よく独自のスタイルを確立している。維新後には全国的に広く知られるようになり、特に「千鳥の曲」と同様の様式の曲が大阪を中心に各地で作られることとなった。「明治新曲」と呼ばれる曲群がそうである。また、例えば「千鳥の曲」に見られる海辺の描写的表現は、後世の「春の海」を予見させるものがある。つまり吉沢の箏作品（光崎検校の箏作品も含め）は「千鳥の曲」を一つの転換点として、明治以降の日本音楽の流れを方向づけることになったということもできるであろう。ただし作曲が進むに従い、晩期の作品では簡潔美の追求が進み、流麗さすら排除されて一般受けしづらくなる傾向にある。これは多分に人の世の煩瑣や最幕末の不安定な世相を厭う、芸術家としての孤高の精神の発露ゆえなのであろう。しかし、やはりこういった吉沢の路線を受け継ぎ、京極流を打ち立てた鈴木鼓村のような明治期の箏曲家もいる。このように幕末期の箏曲における吉沢検校の業績には、実に多大なものがある。しかし次に挙げるように、吉沢検校には従来の京流手事ものの作品や、胡弓のための作品も少なくないことを忘れてはならない。

### 地歌作品と箏の手付け
三味線の作品（地歌）は手事ものがほとんどで、その他には端歌ものも作曲している。手事ものは様式的には「京流手事もの」を完全に踏襲しており、さすがに既に三味線の技巧が極められてしまっている時代であるだけに、特別に吉沢が新たに切り開いた感はないが、やはり京都の作曲家のものとは少し違う独自性が感じられる。三味線の技巧もかなり高度に追求され、「花の縁（えにし）」は手事を二箇所に持つ堂々とした大曲であり、吉沢検校の作品における器楽面での充実ぶりを示している。同曲の他「玉くしげ」「夏衣」など、明るい雰囲気の曲が多いのも特徴である。
箏の手付けも全ての自作曲において自分で行っている。幼少の頃から箏にも長けていたらしく、既に11歳で地歌「屋島」に箏の手を付けているのをはじめ、既存の地歌曲にもいくつか箏の手付けをしているが、これらもやはり八重崎検校など京都の手付けとは雰囲気が異なっている。また作曲上大きな影響を受けた光崎検校の「秋風の曲」にも箏の替手を作っている。後述のように胡弓の手付けも非常に独創的である。
一方、同僚たちの妬みによって、辛い思いをした名古屋を去る時に作った端歌もの曲「捨扇」は、流麗な中に頻繁な転調や非常に凝った節付けの歌など、小品ながら侮りがたい作りで、曲術の力量のほどが偲ばれるとともに、失意や悲しみがひしひしと感じられ、雅びな「千鳥の曲」や明るく華やかな「花の縁」などとはまた違った、吉沢の心の一面を垣間見ることができる。作曲者個人の生の心情を直接的に表すということも、ある意味近代的といえるかもしれない。
彼の作品全般を見渡してみると、内容としては恋愛的要素が数例しか見られないのが大きな特徴である。ことに地歌曲にその傾向が希薄なのは、三味線音楽として見た場合、まことに珍しいことである。

### 胡弓音楽の開拓
吉沢検校は更に胡弓にも注目、これまで合奏においてほとんど三味線にユニゾンで加わっていた胡弓に独自の旋律を与え、胡弓の地位を高めたことも彼の業績として重要である。この点は従来、吉沢検校の業績を語る上でもっとも留意されてこなかった。しかし曲によっては胡弓が主役となるほど技巧的、独創的な手を作っており、いくつかの自作曲では一人で三味線・箏・胡弓の全パートを作った。またいくつかの胡弓の曲を残してもいる。特に「千鳥の曲」は胡弓の曲、箏の曲として広く知られている。現在も吉沢の伝承を守っている国風音楽会では、彼の胡弓作品である「千鳥の曲」「蝉の曲」と、大阪の厳得から伝えられたという「鶴の巣籠」の三曲を同会の胡弓本曲としている。

### 平曲の伝承
平曲（平家琵琶）は古代の日本音楽である雅楽と声明（しょうみょう）から生まれ、能楽と共に中世を代表する日本音楽である。もともと当道座の盲人音楽家たちは、この平曲の演奏こそが正規の本業であり、もっぱらにしていたし、平曲は中世には絶大な人気を保っていた。しかし近世に至って表現豊かな楽器である三味線が渡来、完成され、更に箏、胡弓が加わり、これらによる新たな音楽が生まれた。これに携わったのもかつての琵琶法師、つまり当道座の盲人音楽家たちであった。こうして彼らにより三味線音楽や箏曲が興隆する一方で、本来彼らの表芸であるはずの平曲は完全に停滞、固定化して、ただ伝承されるだけの存在となり、新作もなく、平曲を演奏出来る人は次第に減少して行った。江戸時代にも平曲をもっぱらとする演奏家はいたが、衰退を止めることはできなかった。
吉沢検校は江戸時代の平曲の大流派の一つである波多野流を荻野検校に学び、門弟たちに伝えた。現在では平曲の伝承がほとんど絶えてしまった中で、吉沢検校からの流れが名古屋において今も伝承されており、極めて貴重な存在となっている（他に仙台にも別の伝承がある）。また必ずしも吉沢に限ったことではないが、彼の地歌作品の中にも、平曲の節回しの影響、あるいは応用と見られる部分がある。

### 「復古運動提唱」について
吉沢検校が古い箏曲や雅楽を取り入れ純箏曲を多く作ったということで、かつては彼が「復古運動を提唱」したとか、「箏曲独立の精神を樹立」したなどと言われることがしばしばあった。しかし吉沢本人が実際にそのようなことをとなえたという記録は何もないし、現実として彼の作品には前述のように胡弓曲や三味線曲も多い。確かに彼の箏曲に復古主義的な面は濃厚に見られるが、復古主義は当時の文化全般に見られ、箏曲に限ったことではない。むしろ、従来の地歌三味線に加え、さらに箏や胡弓に新たな作曲表現の道を見いだし、切り開いたという方がより正しいと言えるだろう。

## 主な作品
1. 千鳥の曲（胡弓・箏本手、箏替手）
2. 春の曲（箏）
3. 夏の曲（箏）
4. 秋の曲（箏）
5. 冬の曲（箏）

以上古今組、「千鳥の曲」は胡弓本曲ともされる
- 山桜（箏）
- 新雪月花（箏）
- 初瀬川（箏）
- 唐衣（箏）

以上新古今組
- 蝉の曲（胡弓・箏）　胡弓本曲ともされる
- 花の縁（三絃・箏）
- 玉くしげ（三絃・箏・胡弓）
- 夏衣（三絃・箏）
- 深山木（三絃・箏・胡弓）
- 新山姥（歌詞・三絃・箏）
- 捨扇（歌詞・三絃・箏・胡弓）

その他、胡弓、箏の手付も多い。